# 尼西比斯之戰
尼西比斯之戰，是一場羅馬帝國與帕提亞帝國之間的戰爭，其結果是雙方兩敗俱傷，羅馬賠款于帕提亞。
西元210年間，阿爾達班四世從哥哥沃洛吉斯六世手中奪取了帕提亞帝位後往西方快速擴張，直逼羅馬邊境。自詡為亞歷山大大帝再世的羅馬皇帝卡拉卡拉認為機不可失，不但向阿爾達班提議同盟，還說要迎娶他女兒。等到天真的阿爾達班答應之後，卡拉卡拉立刻率領軍力龐大的“迎親團”前往帕提亞。帕提亞人認為羅馬皇帝這行是來見岳父的，羅馬軍隊因此一路上沒遇上任何阻礙，直入美索不達米亞。等到進了帕提亞宮殿之後，卡拉卡拉立刻翻臉，屠殺前來迎接的帕提亞貴族並將宮殿劫掠一空。看到“女婿”大開殺戒之後，阿爾達班大夢初醒，立刻逃亡。而羅馬人大肆搶劫數月之後，便前往埃德薩過冬。
217年4月，卡拉卡拉在一場政變之中被他的禁衛隊長馬爾庫斯·歐佩里烏斯·馬克里努斯謀殺，後者旋即稱帝。然而，馬克里努斯帝位還沒坐暖，惱羞成怒的阿爾達班已經集結全帕提亞的軍隊來報仇雪恨。 
戰前，馬克里努斯對他的士兵說：“蠻族大軍已經近在咫尺，而阿爾達班的怒火也是有理由的。我們撕毀了協議，並在和平的時候主動挑起了戰爭。這場戰爭可不是單純的領土紛爭，不是為了爭奪河裡的幾顆石子。一個強大的國王正帶著復仇之師排山倒海而來，為了他死去的親族與孩子們而戰！”
缺乏實戰經驗的馬克里努斯試著與帕提亞講和，答應將帕提亞戰俘全數釋放。然而阿爾達班拒絕了這個提議，並說唯有羅馬付龐大的賠款，修復七年間所造成帕提亞的一切損失，並割讓美索布達米亞北部才有可能和平。 
羅馬當然不可能接受這個提議，戰爭爆發。
為了爭取水源，兩軍在一個叫尼西比斯的城鎮相遇。羅馬以典型的陣勢迎敵，以步兵為主體的軍團組成正面，騎兵與標槍手組成兩翼，在各大隊中間並安插了輕步兵。另一方面，帕提亞人是天生的騎手，佈署了鐵甲騎兵、鐵甲駱駝與大量的馬弓手。 
帕提亞在破曉發難，馬弓手首先射出一波一波的箭雨，重裝騎兵在箭幕的掩護下與配有長矛的駱駝手一同衝進羅馬前列。配置在該處的輕步兵付出慘重傷亡之後被迫撤退，羅馬敗象似乎越來越明顯。
然而，輕步兵在撤退的同時也在戰場上佈下了大量的鐵蒺藜，意圖追擊的帕提亞騎兵直接撞上了滿地的鉤刺。騎士們紛紛落馬，帕提亞進攻節奏一時被打亂。在沒有坐騎的情況下，帕提亞優勢不再，戰士們被迫徒步作戰。重整過後的羅馬軍團見狀立刻反撲，發揮他們擅長的近身肉搏將帕提亞前鋒殺得大敗。主力仍存的帕提亞接連發動數次衝鋒，然而兩軍都沒有任何進展，在夜色降臨後各自收兵回營。
第二天，雙方再次攻防，儘管都付出傷亡，局勢依然僵持不下。
然而在第三天，帕提亞憑著人數優勢與騎兵高機動力意圖包抄羅馬軍。後著見狀放棄了傳統的線列陣行，竭力往兩側延長戰線。騎兵與輕步兵並左右奔馳，截擊意圖繞背的帕提亞人。至此，兩軍全線接戰，傷亡達到前所未有的高峰。帕提亞包圍殲滅羅馬軍的意圖沒有成功，但是羅馬也付出了相當高昂的代價。
羅馬史學家赫羅狄安以「平原被滿地的死者覆蓋，遍地都是以陣亡的戰士、戰馬與駱駝堆成的山丘」來形容戰鬥後的慘狀。
看到羅馬軍幾近崩潰，馬克里努斯向阿爾達班派出使者，告訴他仇人卡拉卡拉已死，並答應給帕提亞大筆賠償。阿爾達班知道手下也已無力再戰，況且因為長時間的戰役軍心已經開始浮動，答應了合談。羅馬付出高達兩億塞斯特斯賠償之後，阿爾達班撤兵回國。
尼西比斯之戰是羅馬與帕提亞之間最後的大規模衝突，馬克里努斯不久後在安提阿被政敵埃拉伽巴路斯擊敗並處決，而阿爾達班隨後也在與薩珊帝國的戰事中陣亡，帕提亞帝國隨之覆滅。